# 草津川
草津川（くさつがわ）は、滋賀県を流れる淀川水系の一級河川である。下流部分は典型的な天井川であり度重なる災害をもたらしていたが、2002年7月、治水事業として中流域から琵琶湖にかけての草津川放水路が開削されたため、天井川を成していた旧河道は廃川となった。従来の流路を旧草津川とも称する。

## 概要
滋賀県大津市南東部の鶏冠山（標高491m）西麓を源流とする。一級河川の指定区間上流端である、ヨハネス・デ・レーケが築堤にかかわったとされるオランダ堰堤を経ておおむね北へ流れる。草津市に入って美濃郷川を合わせ、名神高速道路の付近から、やや北西向きに変わる。草津・栗東両市の境を成しつつ東海道新幹線に近づくと金勝川が合わさり、ここから新河道の区間に入る。新幹線橋梁からは西に向きを変え、草津川廃川敷地河口跡の約3km南方で琵琶湖に注ぐ。河口部には帰帆北橋が架かる。なお、旧河道は草津市北山田地先で琵琶湖に注いでいた。古名を「砂川」と称していた。

## 歴史

### 天井川の形成
草津川の水源となる金勝・田上山系は風化した花崗岩で形成されたもろい地質で、大雨で多量の土砂が流出することが天井川化を促したと考えられる。草津川の天井川化は江戸時代に始まるとされている。古文書から1700年代末ごろまでは天井川であったことを確認できず、河底に国道のトンネルを開通させた明治19年までの間に、多量の土砂流出と堤防の積み上げにより短い期間に一気に形成されたものと考えられている。天井川が形成されて以降は、増水のたびに河川の氾濫を繰り返すようになったことが、記録に多く残された。
草津川堤防の形成過程には大きく6段階あることが都市計画道路大江霊仙寺線の整備工事による堤防の断ち割り調査の際に判明した。まず、江戸時代初期には低い堤防があり、内側の川幅が現在より広くとられていたものが、江戸時代中期頃に礫土砂の堆積などにより川床が年々高くなり、川浚えすることにより徐々に堤防が築かれ、江戸時代後期には現在の天井川の形となった。

### 新河川の建設
近年になると草津市が京阪神地区のベッドタウンとして発展した。そのため、市街地を南北に分断することになる。人口と資産の増大にともない被害も甚大なものとなっていった。この対策として現存河川の河底を掘り下げることよりも、新河川への切り替えが防災面コスト面とも有利であると判断され、2002年に草津川放水路による下流部の付け替えが行われた。金勝川と合流する草津市青地町から同市御倉町の7.2 kmを掘削し、その間の小規模な天井川を統合していく工事で、事業に必要な用地は約752 ヘクタールにのぼる。
既に確認されていた御倉遺跡・谷遺跡・中畑遺跡が河川用地となったほか、滋賀県教育委員会や草津市教育委員会が1981年（昭和56年）から行われた発掘調査によって北萱遺跡や襖遺跡の所在が新たに判明した。
草津川を平地化したことで浸水面積1280 ヘクタール、浸水戸数14900戸（それぞれ91%、92%）に減少し、旧草津川では堤防決壊のおそれがある洪水を防ぐことができた。また、新草津川通水後に行われた河川環境調査では生物の確認種数が旧草津川と比べ増加した。ゲンゴロウブナ、ツチフキ、スゴモロコといった種が確認されており、これは草津川放水路工事が完成したことで環境の多様性を備えたことに起因すると考えられる。新草津川の建設と並行して行われた草津川放水路浄化事業では、ヨシを用いた植生浄化施設や北川との合流部に土壌浄化施設を設けCOD・窒素・リンの削減に効果が見られた。

### 旧河道の利用
2002年の付け替えによって、廃川区間は放置され、野ざらしの状態となった。2011年（平成23年）草津市は「草津川跡地利用基本構想」を策定し、旧草津川を「琵琶湖と市街地を結ぶ緑軸」と位置付けた。2012年（平成24年）には整備について具体的な内容を検討した「草津川跡地利用基本計画」が策定された。廃川部分を約7 kmを6つの区間に分け、2014年度から順次整備に着手した。そして、2017年度に草津川跡地公園が全面オープンした。
廃川区間である金勝川合流地点から河口までの約7.2 kmのうち、JR新幹線～メロン街道間の約5.7 kmは、県の所有となった。金勝川合流地点からJR新幹線までの上流区間は、草津川防災ステーション（施設規模；約0.9ha）。メロン街道から下流は、琵琶湖（ビオトープ保全区間）として残る。
『草津川廃川敷地整備基本計画』に基づき、草津川廃川敷地利用計画検討協議会が開催され、跡地利用に向けて現在検討がされている。廃川区間のJR新幹線～JR東海道本線間は、7団体により滋賀県と草津市の三者で、廃川河道の草刈りや清掃などの管理委託がされ、中山道の渡し場付近には、江戸時代後期の徒歩渡しの再現がされている。
草津市木川・野村地区を含む周辺地区の交通利便性を向上させる目的から都市計画道路大江霊仙寺線（おおえりょうせんじせん）の延長工事が、2006年5月から旧草津川の一部で堤防の切り崩し工事や河道の平坦化工事が行われ、2008年4月21日に開通した。また、都市計画道路大津湖南幹線（主要地方道草津守山線）の旧草津川砂川大橋の撤去工事により平地化され、2010年11月16日、4車線で供用開始した。

### 年表
- 1882年（明治15年） - オランダ堰堤完成[16]。
- 1886年（明治19年）3月 - 中山道・草津川隧道(草津マンポ)完成[16]。(旧国道2号)
- 1889年（明治22年）7月 - 東海道本線の単線トンネル(非電化)が開通。
- 1900年（明治33年）6月 - 東海道本線の単線トンネル(非電化)が開通。単線トンネル2本になり同区間が複線化。
- 1936年（昭和11年）3月 - 草津川隊道(トンネル)完成。国道2号→国道1号(現上り線)。高架の高さ4.3m。純RC道路トンネルで記銘入りでは、滋賀県下で最古。
- 1956年（昭和31年）11月 - 東海道本線の直流電化のため旧トンネルの西隣に単線トンネル(電化)2本が開通。旧トンネルから線路が切り替えられる。
- 1964年（昭和39年）3月 - 中山道・草津川隧道(草津マンポ)改修し、高さ・幅を広げて、現在の形となる。
- 1966年（昭和41年）3月 - 国道1号の新草津川トンネル工事現場で増水によって堤防が崩れ落ちる。
- 1966年（昭和41年）- 草津川の新河川を建設するに先立ち「草津川平地河川推進特別委員会」が設置された[6]。
- 1970年（昭和45年）3月 - 東海道本線トンネルの西隣に単線トンネル(電化)2本が追加。複々線化される。
- 1971年（昭和46年）- 第二草津川トンネル完成。国道1号(現下り線)。上下路線分離。
- 1982年（昭和57年）- 滋賀県の事業として草津川放水路工事に着手[17]。
- 1989年（平成元年）- 草津川隧道内の塗り替え工事で、草津市にゆかりのある浮世絵が壁面に描かれた。
- 1992年（平成4年）4月 - 建設省（のちの国土交通省）の直轄事業となり、一部が直轄区間に編入される[17]。
- 2002年（平成14年）7月 - 草津川放水路(現・草津川)本通水式。試験通水6/14～
- 2009年（平成21年）4月 - 滋賀県に管理を移譲。

## 流域の自治体
滋賀県
大津市、栗東市、草津市

## 関連文献
- 佐久間維美, 國松史裕, 北澤賢治, 和田桂子「琵琶湖の生態系と水質の改善 草津川放水路浄化事業における土壌浄化の取り組み」『環境技術』第35巻第8号、環境技術学会、2006年、570-574頁、doi:10.5956/jriet.35.570、ISSN 0388-9459、2023年1月2日閲覧。